# Jan Glatzel
Jan Karol Glatzel (ur. 26 czerwca 1888 w Rzeszowie, zm. 30 marca 1954 w Krakowie) – polski lekarz, chirurg. 

## Życiorys
Syn Józefa i Katarzyny Opolskiej, krewnej Szajnów, miał siostrę Karolinę Bieniasz. Ukończył Gimnazjum Św. Jacka w Krakowie, następnie w latach 1906–1912 studia na Wydziale Lekarskim Uniwersytetu Jagiellońskiego. Rozpoczął pracę na Oddziale Chirurgicznym Szpitala Św. Łazarza. W czasie I wojny światowej został przydzielony do samodzielnej grupy chirurgicznej prof. Rutkowskiego w 7. komendzie armii austriackiej. Za swoje zaangażowanie otrzymał Order Czerwonego Krzyża. W 1920 został asystentem przy II Katedrze Chirurgii UJ. 16 lipca 1921 przedstawił rozprawę habilitacyjną "O przepuklinach uwięzłych".  W październiku 1929 został mianowany prymariuszem Oddziału Chirurgicznego Szpitala Św. Łazarza a w grudniu 1929 profesorem nadzwyczajnym UJ. W latach 1929–1933 był ordynatorem  II Kliniki Chirurgicznej w Szpitalu św. Łazarza w Krakowie. W latach 1937–1941 był kierownikiem I Kliniki Chirurgii UJ na tym samym stanowisku pracował po II wojnie światowej od 1945 do 1949 roku. W okresie II wojny  współpracował z AK i PCK.
Był autorem nowych metod operacyjnych, miał duże osiągnięcia zwłaszcza w zakresie chirurgicznego leczenia schorzeń jamy brzusznej oraz tarczycy. Zreorganizował i unowocześnił nauczanie chirurgii w Krakowie. W 1948 jako jeden z pierwszych chirurgów polskich wykonał torakotomię. Był także kolekcjonerem, zgromadził zbiory malarstwa polskiego, które ofiarował Muzeum Narodowemu w Krakowie, a księgozbiór - Bibliotece Jagiellońskiej.   
Zmarł w Krakowie. Został pochowany w rodzinnym grobowcu na cmentarzu Rakowickim (PAS23-płd).

## Ordery i odznaczenia
- Krzyż Komandorski Orderu Odrodzenia Polski (11 listopada 1937)[3]
- Złoty Krzyż Zasługi (18 marca 1939)[4]

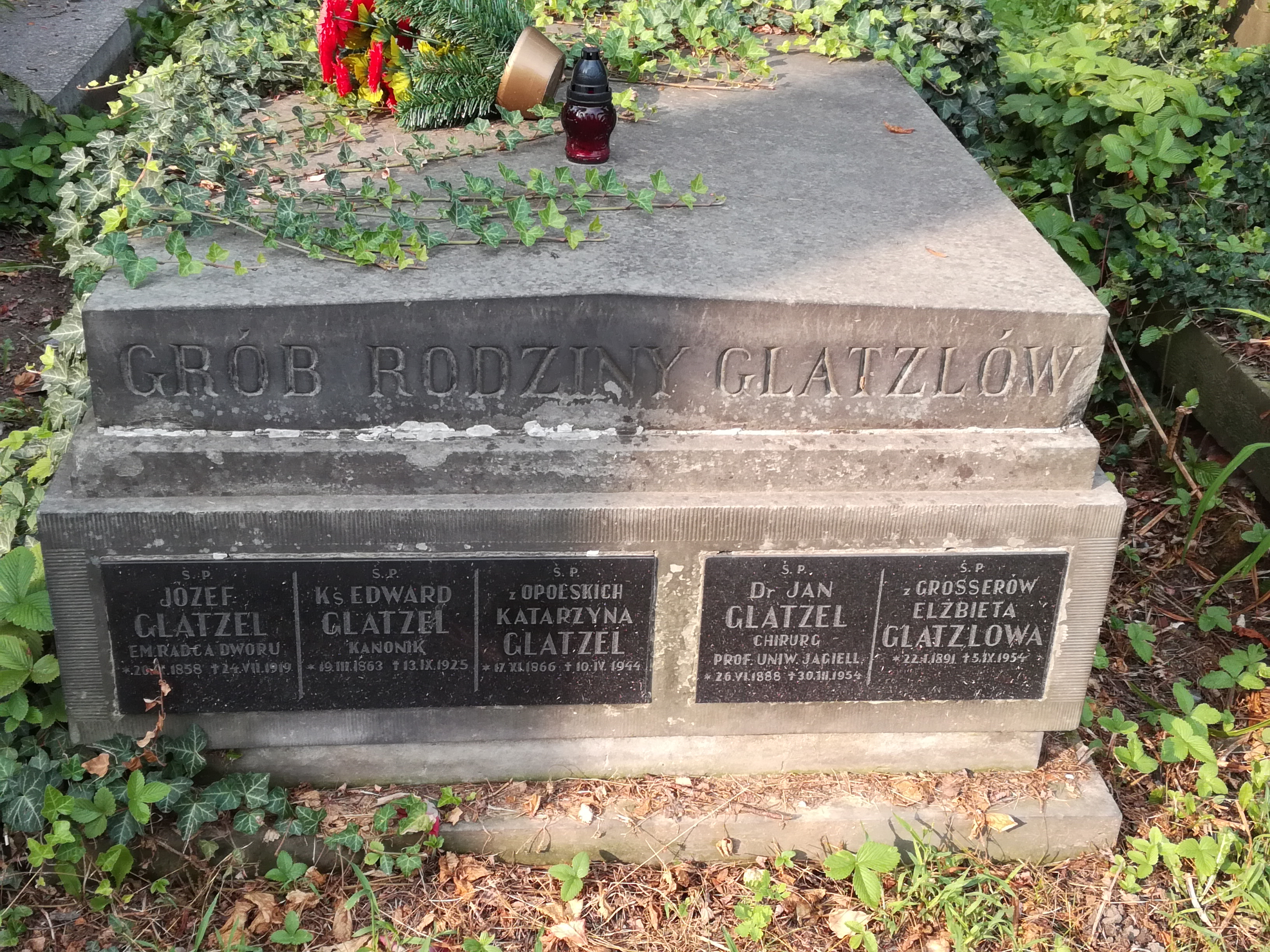
Grób prof. Jana Glatzela na cmentarzu Rakowickim